# Хутір Завалля (Кременецький район)
Завалля — село Кременецького району Тернопільської області. Розташоване на сході району. Центр Плосківська сільська рада, якій підпорядковане село Підлісне. 
Населення — 1 особа (2007).

## Історія
Діяли «Просвіта», «Сільський господар» та інші товариства. До 1960 років хутір налічував 40 домогосподарств, але у зв'язку із відсутністю інфраструктури жителі населеного пункту поступово переїхали в інші населені пункти.

## Соціальна сфера
Відсутня

## Інфраструктура
Відсутня